# كورتيس بيري
كورتيس بيري (بالإنجليزية: Curtis Perry)‏ مواليد 13 سبتمبر 1948 في واشنطن العاصمة، هو لاعب كرة سلة أمريكي سابق. بدأ مسيرته الاحترافية في سنة 1970. تم اختياره من قبل فريق هيوستن روكتس خلال الدرافت. يبلغ طوله 6 قدم 8 بوصة (2.0 م). اعتزل اللعب في 1978. لعب مع ميلووكي باكز وفينيكس صنز.

## روابط خارجية
- كورتيس بيري على موقع إن بي أي (الإنجليزية)
- كورتيس بيري على موقع سبورتس رفرنس (الإنجليزية)
- كورتيس بيري على موقع ريلجم (الإنجليزية)
- كورتيس بيري على موقع بروبوليرز (الإنجليزية)